# Bill Pope
William Homer Pope (nascido em  19 de Junho de 1952) é um premiado Cinematógrafo dos Estados Unidos da América, mais conhecido por seu trabalho com Sam Raimi e os filmes da trilogia Matrix.

## Filmografia
- Como Treinar o Seu Dragão (2025)
- Alita: Anjo de Combate
- Scott Pilgrim vs. the World
- Spider-Man 3
- Team America: World Police
- Spider-Man 2
- The Matrix Revolutions
- The Matrix Reloaded
- Bedazzled
- The Matrix
- Bound
- Clueless
- Blank Check
- Fire in the Sky
- Army of Darkness
- Darkman